# Ercheia plumbea
Ercheia plumbea är en fjärilsart som beskrevs av Embrik Strand 1914. Ercheia plumbea ingår i släktet Ercheia och familjen nattflyn. Inga underarter finns listade i Catalogue of Life.